# Kamp Oderblick
Kamp Oderblick (officiële naam: Arbeitserziehungslager Oderblick) was een Duits concentratiekamp bij Schwetig, tegenwoordig bekend onder de Poolse naam Świecko. Het kamp was in gebruik van oktober 1940 tot januari 1945.

## Geschiedenis
In 1938 werd er een arbeiderskamp aangelegd voor werkers die betrokken waren bij de aanleg van een snelweg. In oktober 1940 werd het kamp omgevormd naar een dwangarbeidersstrafkamp. Vanaf 1943 functioneerde het tevens als gevangenis voor de arrestanten van de Gestapo in Frankfurt an der Order. Tussen Frankfurt en Posen lagen zeker dertig gelijksoortige kampen. In tegenstelling tot deze kampen waren er in Oderblick relatief weinig joden te vinden. De kampgemeenschap bestond uit minstens veertien nationaliteiten, waaronder Belgen en Nederlanders. De meerderheid was Pools, Russisch, Wit-Russisch en Oekraïens. 
Het kamp was ontworpen op slecht vierhonderd gevangen, maar meestal waren er zo'n achthonderd mensen ondergebracht. Oderblick bevatte ook een vrouwenafdeling. De omstandigheden daar waar doorgaans beter dan bij de mannen. Men kon om verschillende redenen in Oderblick terecht komen: een ontsnappingspoging, een klacht van een werkgever over "nietsdoen" of "niet luisteren". Het doel van Oderblick was om de dwangarbeider te transformeren. Diegenen die het harde werk, de honger en intimidatie van de bewaking overleefden werden teruggestuurd naar hun oorspronkelijke dwangarbeiderspost en dienden als afschrikwekkend voorbeeld.
De dwangarbeiders werden op verschillende plekken te werk gesteld. Bij de aanleg van een snelweg naar het vliegveld in Kunersdorf, in een gasfabriek nabij Frankfurt, de nabij gelegen gasfabriek Finkenheerd, een grindgroeve en verschillende landgoederen in de omgeving.
Oderblick werd in november 1941 getroffen door de tyfus als gevolg van de zware leefomstandigheden en een gebrek aan hygiëne. Het kamp werd in quarantaine geplaatst. Er waren tot mei 1942 geen nieuwe gevangenen welkom, maar ook mocht niemand het kamp verlaten. Nadat in 1942 met de aanleg van de snelweg werd gestopt werden de meeste kampen in de omgeving opgeheven, maar Schwetig bleef bestaan. In het najaar van 1944 vonden er massale executies plaats van Sovjet-gevangenen.
Aan het begin van 1945 zaten er meer dan vijftienhonderd mensen opgesloten in Oderblick. Het Rode Leger rukte snel op, waardoor alle gevangenen werden overgebracht naar Sachsenhausen. Hoeveel mensen deze dodenmars niet overleefden is onbekend. Meer dan zeventig achtergebleven gevangenen overleden toen de barakken in brand werden gestoken. Oderblick werd op 3 februari 1945 ingenomen.
Na de oorlog kwam het kampterrein door een grensverschuiving te liggen in Polen. Er was weinig aandacht voor de geschiedenis van het kamp. In 1963 werden de restanten gesloopt. Daarbij werden ook de achtergebleven botten van de verbrande lichamen van kampgevangenen opgeruimd. Pas in 1977 richtte Polen een monument op. Dit was een kleine toren met een plaquette en een muur. In 2000 werd er nog een plaquette toegevoegd aan de muur met daarop informatie in het Pools en Duits. In 2007 werd een derde gedenksteen geplaatst met daarop de namen van zestig slachtoffers.

## Slachtoffers
In de meer dan vier jaar dat het kamp bestond zaten er ongeveer tienduizend mensen vast. Over het aantal slachtoffers lopen de schattingen uiteen: minimaal duizend, maximaal vierduizend. Meer dan vijfentwintig honderd gevangenen zouden in het crematorium van Frankfurt aan de Oder zijn verbrand. Geen van de kampcommandanten, noch iemand van het kamppersoneel werd vervolgd voor zijn of haar rol in Oderblick.

## Bekende gevangenen
- Ralf Dahrendorf